# Spatelente

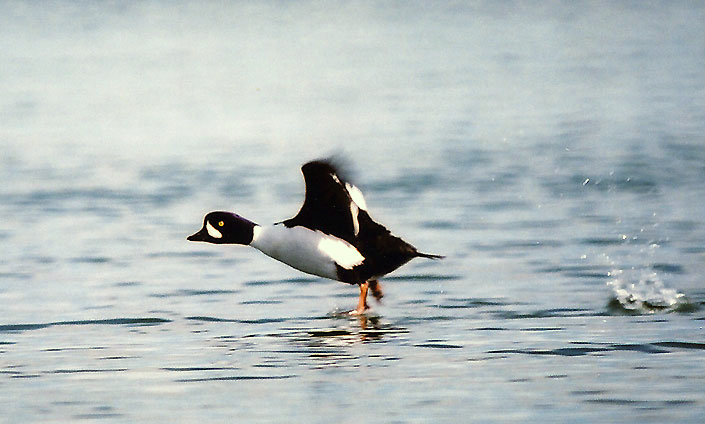
Auffliegende Spatelente

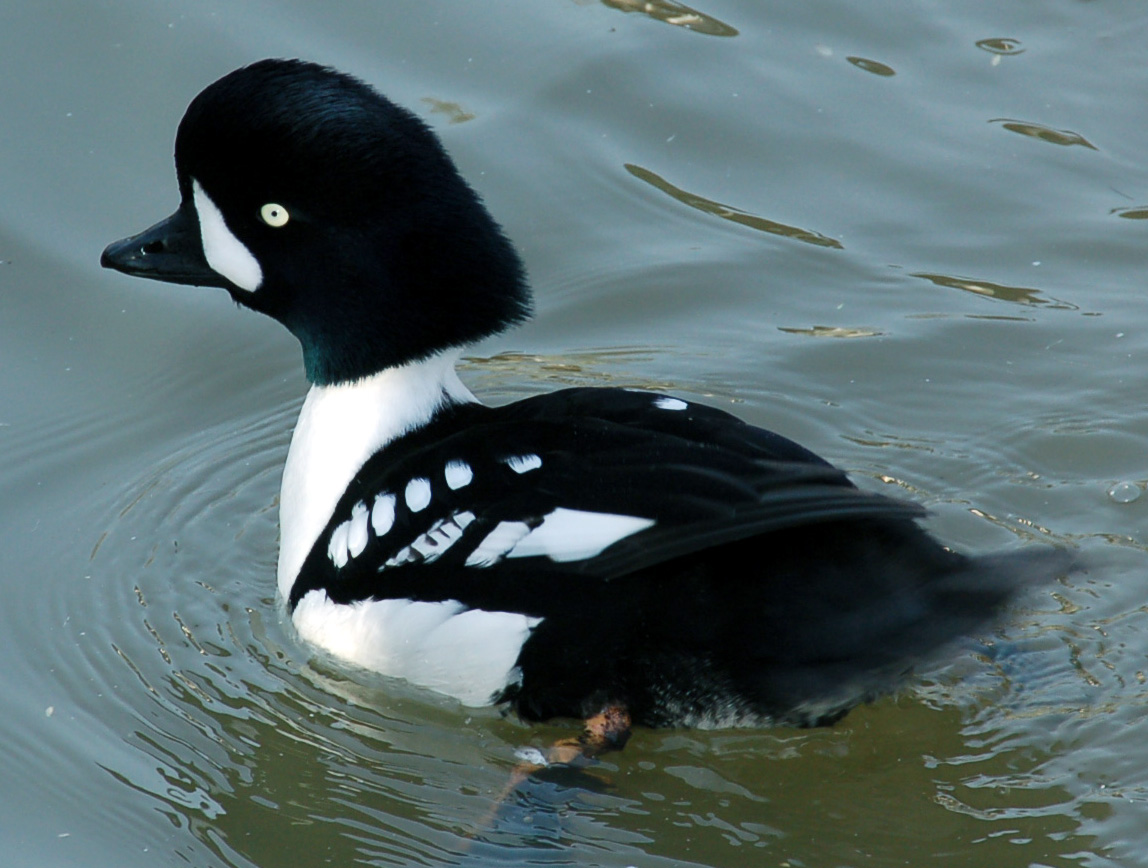
Spatelente, Männchen

Die Spatelente (Bucephala islandica) ist eine monotypische Vogelart aus der Unterfamilie der Enten (Anatinae). Sie ähnelt sehr der auch in Mitteleuropa vorkommenden Schellente (Bucephala clangula) sowie der nordamerikanischen Büffelkopfente. Die drei Arten bilden gemeinsam die Gattung Bucephala und gleichen sich auch in ihrer Lebensweise sehr. Sie unterscheiden sich jedoch durch ihre Brutverbreitung: Spatelenten besiedeln die gemäßigte bis arktische Zone in Nordamerika, Grönland und Island.
In Mitteleuropa ist die Spatelente ein sehr seltener Irrgast. Sie ist mehrfach in Deutschland, Belgien, Polen und Tschechien beobachtet worden.

## Beschreibung
Spatelenten erreichen eine Körperlänge von 40 bis 48 cm und eine Spannweite von 62 bis 77 cm. Insgesamt ähnelt die Art sehr der Schellente; Weibchen, Jungvögel und unausgefärbte Männchen der beiden Arten sind im Feld nicht unterscheidbar. Ausgefärbte Männchen haben einen violett-purpur schimmernden Kopf (bei Schellente grün). Der Kopf ist von ovaler Form. Der Schnabel wirkt dreieckig und ist kurz.  Der weiße Fleck zwischen Schnabel und Auge, der für Männchen im Prachtkleid charakteristisch ist, ist im Vergleich zum Schellentenmännchen größer, deutlich nach oben verlängert und endet oberhalb des Auges spitz ausgezogen.
Ausgefärbte Weibchen haben einen braunen Kopf und ein graues Körpergefieder. Im Prachtkleid ist der Schnabel schwarz, außerhalb der Brutzeit im Winter ist er orangefarben.

## Lautäußerungen
Spatelenten sind überwiegend still. Während der Balzzeit ist vom Männchen ein weiches und grunzendes ka-kaá oder eine Reihe von wa wa wa.-Rufen zu hören. Die Rufe des Weibchens sind ein gackerndes gä-gä-gärr oder kraa kraa.

## Verbreitung und Lebensraum
Das Verbreitungsareal der Art ist sehr disjunkt. Die größten Vorkommen gibt es im küstennahen Nordwesten Nordamerikas von Oregon bis Alaska. Ein zweites, kleines Vorkommen befindet sich auf der Labrador-Halbinsel im Nordosten Kanadas. Die Spatelente brütet außerdem im Südwesten Grönlands sowie auf Island. Ihr Lebensraum sind Binnenseen, Tümpeln und Flüsse in offenen und bewaldeten Gebieten. Die Höhenverbreitung reicht von Meereshöhe bis 3.000 Meter in den Rocky Mountains.
Spatelenten überwintern vor allem an geschützten Küsten in der Nähe der Brutgebiete, aber auch auf Seen und Flüssen im Binnenland. Die Art ist in Mitteleuropa ein sehr seltener Irrgast. Bis jetzt gibt es nur einen gesicherten Beleg für ein Vorkommen in Mitteleuropa, denn im März 1853 wurde ein ausgewachsenes Männchen bei Hiddensee geschossen. Häufiger kommen Spatelenten als Irrgast jedoch in Großbritannien und Norwegen vor.

## Nahrung
Der Hauptteil ihrer Nahrung (70–80 %) besteht aus Krebstieren und Wasserinsekten. Weniger häufig fressen sie Fisch oder Fischlaich. Die Pflanzennahrung besteht meist aus Meeresalgen, Wasserpflanzen und Samen.

## Brut

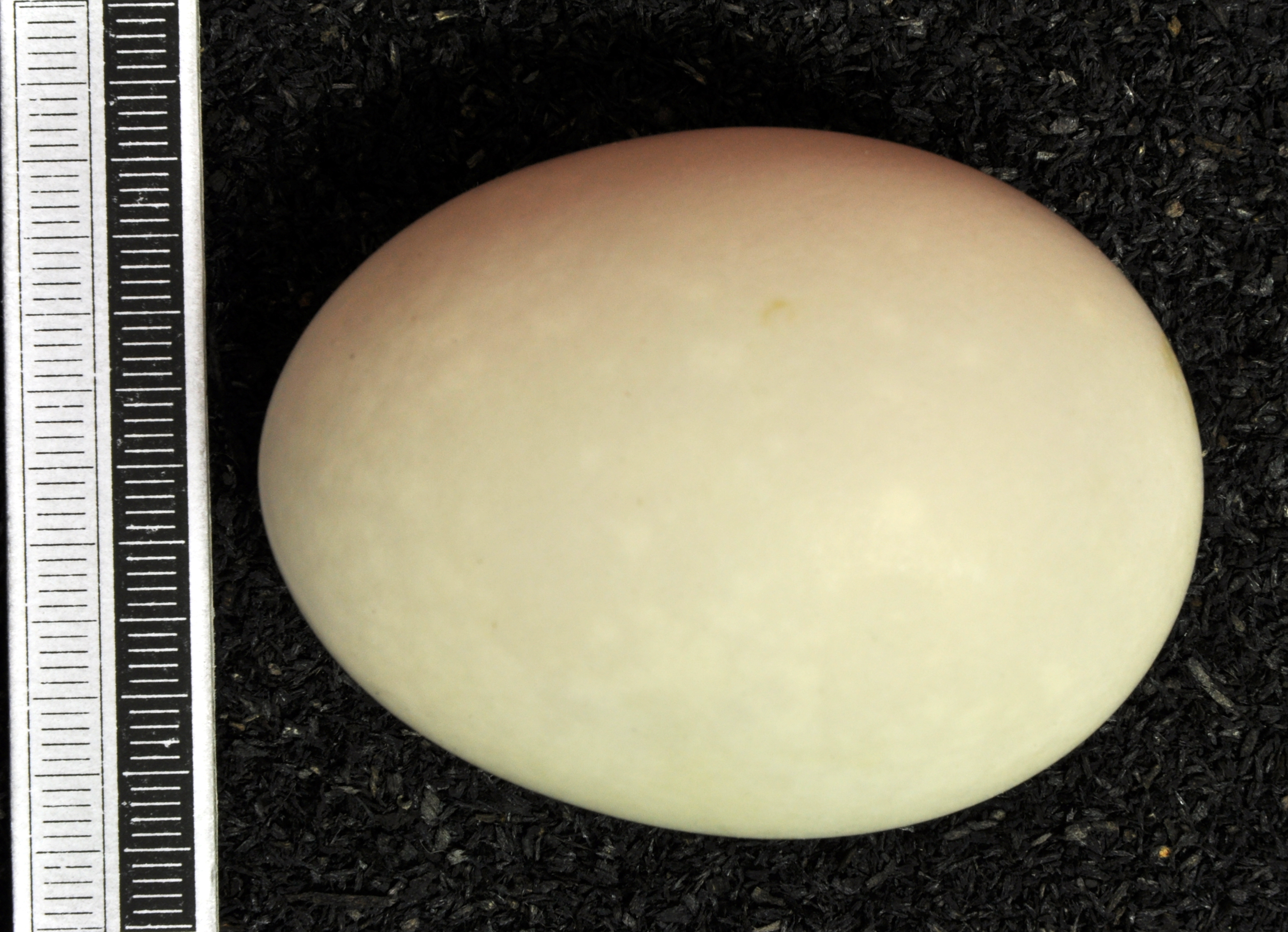
Ei, Sammlung Museum Wiesbaden

Spatelenten brüten in sehr lockeren Kolonien, da die Männchen während der Fortpflanzungszeit sehr aggressiv sind. Es sind monogame Vögel, die Paarbeziehung besteht allerdings immer nur eine Fortpflanzungssaison.
Die Spatelente brütet an Seen und Teichen, meist in Wäldern. Sie nutzt dabei Baumhöhlen oder ähnliche Höhlungen und nimmt Nisthilfen bereitwillig an. Auf Island nutzt sie beispielsweise auch Spalten in Lavafeldern, um ihre Nester anzulegen. Die Nestauskleidung besteht aus Daunen. Ende Mai, manchmal auch erst Anfang Juni, beginnt die Eiablage. Das Normalgelege besteht aus 10 bis 14 blaugrünen Eiern. Die Brutzeit dauert ca. 30 Tage, und gegen Ende Juni schlüpfen die Küken. Sie werden am Anfang vom Weibchen gehudert, finden ihre Nahrung aber selbstständig. Die Jungvögel sind mit 55 bis 65 Tagen flügge. Sie brüten erstmals im Alter von zwei Jahren.

## Bestand und Gefährdung
Die Weltpopulation wurde 2002 von der IUCN auf 180.000–210.000 Individuen geschätzt. Die Art ist laut IUCN „nicht gefährdet“ (least concern). Der europäische Bestand, der auf Island brütet, scheint langfristig stabil bei etwa 1500 bis 1800 Individuen. Zu kurzzeitigen Bestandseinbrüchen kam es auf Island in den Jahren 1978 und 1989 auf Grund von Nahrungsengpässen.